# 2-es busz (Sárvár)
A sárvári 2-es jelzésű autóbusz az Autóbusz-állomás és a Herpenyő csárda megállóhelyek között közlekedik.
Autóbusz-állomás - Soproni utca - Selyemgyár utca - Hunyadi János utca - Batthyány utca - Kossuth tér - Rákóczi Ferenc utca - Celli út - Herpenyő csárda
| Megállóhely neve  |
| ----------------- |
| Autóbusz-állomás  |
| Vasútállomás      |
| Batthyány u.      |
| Kórház            |
| Termálfürdő       |
| TESCO Hipermarket |
| Herpenyő csárda   |

A vonal forgalmát a 6759 Sárvár – Ostffyasszonyfa – Kenyeri – Pápoc, a 6760 Sárvár – Nagysimonyi – Celldömölk, a 6770 Sárvár – Gérce –Vásárosmiske – Káld és a 6775 Sárvár – Egervölgy – Kám helyközi gyűjtő mezőben közlekedő autó buszok látják el.